# Orgoglio e pregiudizio (miniserie televisiva 1995)
Orgoglio e pregiudizio (Pride and Prejudice) è una miniserie televisiva britannica del 1995. Prodotta da Sue Birtwistle e diretta da Simon Langton, fu adattata in sei puntate da Andrew Davies dall'omonimo romanzo di Jane Austen.
Questa miniserie, molto fedele al testo originale ma anche piena di umorismo e vitalità, permise a molti spettatori di scoprire Jane Austen non solo come una "scrittrice accademica" e stimolò un nuovo interesse verso i suoi romanzi.
Prodotta dalla BBC con la collaborazione della Arts & Entertainment Network, divenne un vero e proprio cult in Gran Bretagna e in altri paesi di cultura britannica, svolgendo un ruolo importante nella carriera di Colin Firth e ricevendo numerosi premi nel 1996, tra cui il Premio BAFTA TV a Jennifer Ehle come "Migliore attrice" e un Emmy per i costumi.
Definita dal New York Times «un mix spiritoso di relazioni sociali e amorose, abilmente avvolte nelle ambizioni e nelle illusioni di una nobiltà di provincia», la miniserie ha ispirato la scrittrice Helen Fielding per il suo romanzo Il diario di Bridget Jones.

## Trama

### Prima puntata
Il Signor Bingley, un gentiluomo del nord dell'Inghilterra, visita Netherfield nell'Hertfordshire con l'intenzione di trasferirvisi. Avuta notizia del suo arrivo, la Signora Bennet spera che il giovane possa sposare una delle sue cinque figlie: Jane, Elizabeth, Mary, Kitty e Lydia. Al ballo del paese Bingley e Jane si piacciono immediatamente mentre il suo ricchissimo amico, Fitzwilliam Darcy, sdegna la compagnia degli invitati e definisce Elizabeth (che non vista lo ascolta) «tollerabile suppongo, ma non abbastanza bella da tentarmi». Il giorno dopo, Jane è invitata a Netherfield dalla sorella di Bingley, Caroline, ma si ammala durante la visita. Per la permanenza forzata della sorella, Elizabeth è invitata a Netherfield per due giorni durante i quali si susseguono numerosi dialoghi pungenti con il Signor Darcy.

### Seconda puntata
Il Signor Collins, uno strambo ecclesiastico, va in visita ai suoi cugini, i Bennet. William Collins, destinato ad ereditare la tenuta di Longbourn alla morte del Signor Bennet, spera di poter sposare una delle sue cugine e sceglie Elizabeth fra tutte. Durante una passeggiata al villaggio di Meryton, le sorelle Bennet conoscono un nuovo membro della milizia, George Wickham, con cui stringono presto amicizia. Elizabeth apprende da Wickham che il padre del Signor Darcy gli era molto affezionato e che, alla sua morte, il figlio ha negato l'eredità che gli spettava andando contro le volontà del padre. Questo non fa che accrescere il risentimento di Elizabeth verso il Signor Darcy nonostante si ritrovino a danzare insieme al ballo di Netherfield. Durante il ballo, i Bennet si rendono ridicoli agli occhi di Darcy e dei Bingley, così che Elizabeth e Jane finiscono per essere le sole Bennet ben viste a Netherfield.
Il Signor Collins chiede a Elizabeth di sposarlo ma lei lo rifiuta nonostante le insistenze della madre; la migliore amica di Elizabeth, Charlotte Lucas, invita Collins a stare a Lucas Lodge.

### Terza puntata
Charlotte accetta la proposta di matrimonio del signor Collins, mortificando Elizabeth che però la perdona. Dopo la partenza dei Bingley per Londra, Jane decide di trascorrere un po' di tempo dagli zii londinesi, i Gardiner. Al suo arrivo in città le sorelle di Bingley, che non vedono di buon occhio una possibile unione del fratello con Jane, la trattano freddamente e le impediscono, in accordo con Darcy, di vedere Charles. Elizabeth è invece ospite dei Collins alla canonica di Hunsford, confinante con Rosings Park, residenza dell'altezzosa Lady Catherine de Bourgh, zia di Darcy. Incontra Darcy più volte e scopre che è il responsabile della separazione di Bingley e Jane. Poco dopo, Darcy la chiede in moglie, esprimendole il suo ardente amore nonostante le sue modeste origini; al rifiuto di Elizabeth, Darcy allude ai comportamenti imbarazzanti della sua famiglia, mentre lei gli rinfaccia il carattere orgoglioso e arrogante oltre alla sua cattiveria verso Wickham e Jane.

### Quarta puntata

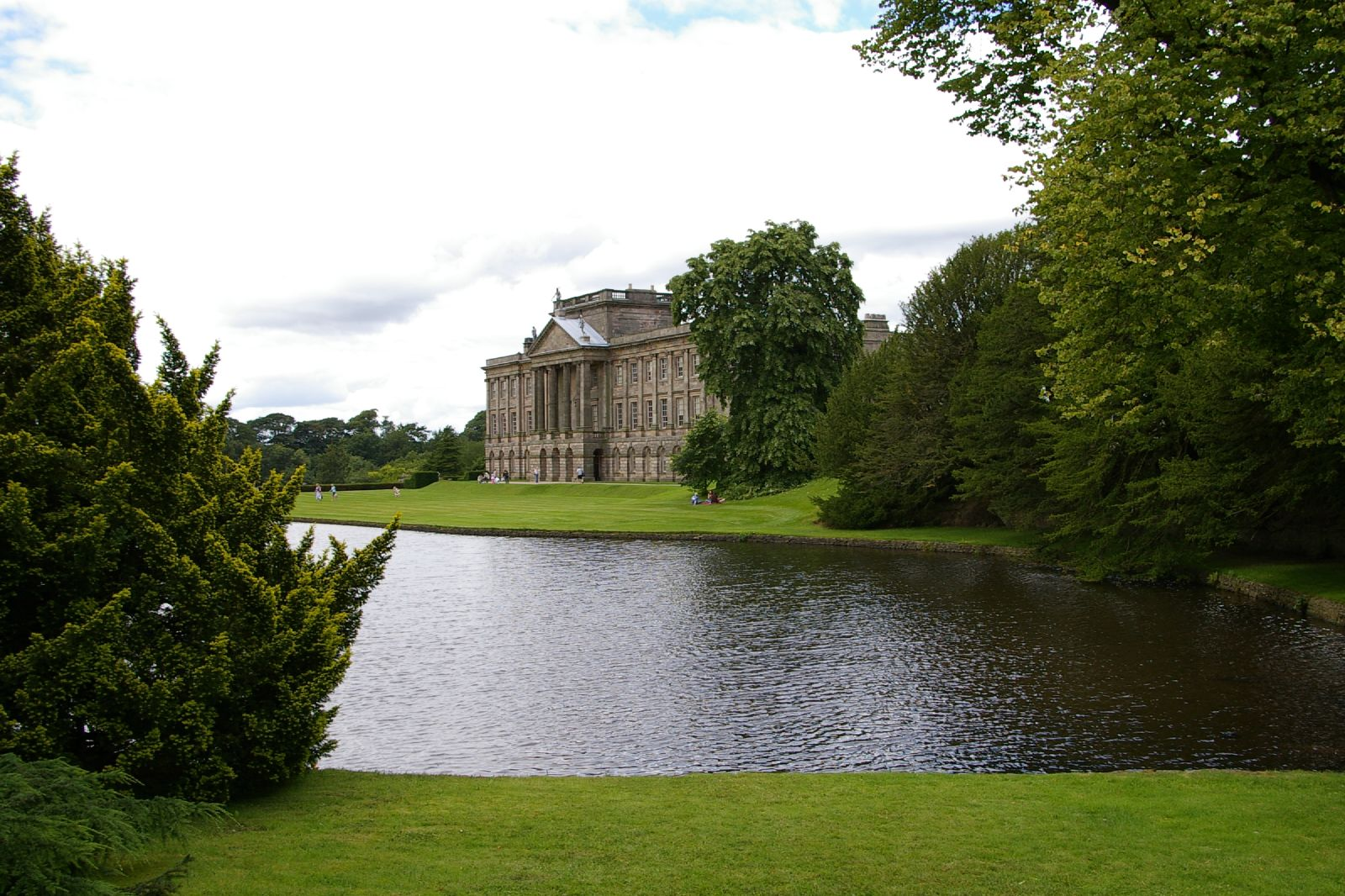
Pemberley dal punto di vista di Elizabeth, al suo arrivo in carrozza

Darcy si giustifica con una lunga lettera a Elizabeth delle azioni verso Wickham e verso Bingley e Jane. Wickham ha in realtà cercato di adescare per denaro la giovane sorella di Darcy, Georgiana. Questo fa cambiare un po' a Elizabeth l'opinione che aveva su Darcy. Per ciò che riguarda Jane, invece, Darcy crede che i suoi sentimenti per Bingley non siano profondi e, inoltre, era sua intenzione salvare l'amico da un'unione con una famiglia di così poche maniere, favore che non è riuscito a fare a se stesso. Al ritorno a Longbourn, il Signor Bennet acconsente che Lydia segua la milizia a Brighton, ospite della moglie del colonnello. Elizabeth parte per un viaggio con i Gardiner che include, fra le varie tappe, una visita alla residenza del Signor Darcy, Pemberley, durante l'assenza del padrone di casa. In visita alla tenuta i viaggiatori sono accolti dalla governante che esprime loro tutta la sua ammirazione per il carattere buono e generoso del padrone ed è proprio in questo periodo che Elizabeth inizia ad innamorarsi del signor Darcy. Nel frattempo Darcy giunge a Pemberley e fa un bagno nel lago per rinfrescarsi dal viaggio. Durante l'imprevisto e impacciato incontro dei due, Darcy è stranamente amichevole ed educato anche con i Gardiner, nonostante la loro modesta estrazione sociale e questo suo comportamento accresce l'ammirazione di Elizabeth nei suoi confronti.

### Quinta puntata
Darcy, Georgiana e Bingley visitano la locanda dove alloggiano i Gardiner per invitare i tre il giorno seguente. A Pemberley Georgiana ed Elizabeth suonano insieme mentre quest'ultima e Darcy si scambiano molti sguardi intensi. La mattina seguente Elizabeth riceve due lettere da Jane che le comunicano che Lydia è fuggita con Wickham; durante la sconvolgente lettura arriva Darcy che la aiuta a riprendersi. Elizabeth e i Gardiner ripartono immediatamente per Longbourn per aiutare il Signor Bennet nella ricerca dei fuggitivi; Elizabeth immagina che non rivedrà mai più il Signor Darcy e ne rimane un po' triste. Dopo pochi giorni, lo zio Gardiner scrive di aver trovato Lydia e Wickham a Londra ma che non sono sposati. Per evitare lo scandalo dichiara di impegnarsi, in nome del Signor Bennet, a prendere accordi con Wickham affinché il matrimonio avvenga al più presto.

### Sesta puntata
I neo-sposi tornano in visita a Longbourn e Lydia si lascia sfuggire che Darcy era presente alle sue nozze. Dopo una richiesta di chiarimento da parte di Elizabeth, la Signora Gardiner risponde in una lettera che in realtà è stato Darcy a trovare i fuggitivi e ad impegnarsi economicamente per convincere Wickham a sposare Lydia. I Bingley e Darcy tornano a Netherfield e finalmente Charles, con l'approvazione dell'amico, chiede a Jane di sposarlo e si fidanzano ufficialmente. Poco dopo, Lady Catherine de Bourgh, che spera che Darcy sposi sua figlia Anne, arriva a sorpresa a Longbourn e chiede a Elizabeth di smentire il suo fidanzamento col Signor Darcy. Dopo delle risposte evasive, lei ammette che si tratta di una notizia non vera ma rifiuta di promettere che non lo sposerà mai. Durante una passeggiata Elizabeth dice a Darcy di sapere del suo coinvolgimento nelle nozze tra Lydia e Wickham; Darcy allora riconfessa i suoi sentimenti per lei che questa volta vengono ricambiati. A casa, Elizabeth chiede il permesso al padre di sposare Darcy che, nonostante la sorpresa, concede la sua approvazione. La serie termina con due matrimoni: Jane e Bingley, ed Elizabeth e Darcy.

## Personaggi e interpreti
- Elizabeth Bennet, interpretata da Jennifer Ehle, doppiata da Francesca Fiorentini.
Protagonista femminile, è una ragazza intelligente e brillante. Seconda figlia dei coniugi Bennet si innamora del Signor Darcy con cui si sposa.
- Fitzwilliam Darcy, interpretato da Colin Firth, doppiato da Maurizio Romano.
Protagonista maschile, è un ricco gentiluomo proprietario della tenuta di Pemberley. Nonostante il suo rango sociale, si innamora suo malgrado di Elizabeth, di condizione sociale inferiore.
- Jane Bennet, interpretata da Susannah Harker, doppiata da Paola Valentini.
Primogenita della famiglia Bennet, è ammirata per la sua bellezza e bontà di carattere. Sposa Charles Bingley.
- Charles Bingley, interpretato da Crispin Bonham-Carter, doppiato da Alberto Caneva.
Ricco gentiluomo che affitta la tenuta di Netherfield. Ha un carattere schietto e amichevole in contrapposizione con l'altezzosità delle sorelle, Caroline e Louisa.
- Signor Bennet, interpretato da Benjamin Whitrow, doppiato da Emilio Cappuccio.
Flemmatico padre di Elizabeth, a cui è particolarmente legato, è il proprietario di Longbourn.
- Signora Bennet, interpretata da Alison Steadman, doppiata da Aurora Cancian.
Madre di Elizabeth, è una donna sciocca che trascorre le sue giornate nel tentativo di trovare marito alle figlie.
- George Wickham, interpretato da Adrian Lukis.
Amico d'infanzia di Darcy dall'aspetto piacevole e affascinante, diventa soldato nella milizia di stanza a Meryton. Seduce prima Georgiana Darcy, e poi Lydia Bennet con cui si sposa.
- Lydia Bennet, interpretata da Julia Sawalha.
Ultima per età delle sorelle Bennet, è estremamente viziata dalla madre e si comporta da civetta. Fugge con Wickham che sposa per intervento dei Gardiner e di Darcy.
- Caroline Bingley, interpretata da Anna Chancellor, doppiata da Barbara Berengo Gardin.
Sorella di Charles Bingley, spera di sposare Darcy. Si oppone alle nozze di Jane con il fratello Charles.
- Lady Catherine de Bourgh, interpretata da Barbara Leigh-Hunt, doppiata da Alina Moradei.
Aristocratica zia di Darcy e patronessa del Signor Collins. Ha un'unica figlia, Anne, che desidera sposi Darcy. Cerca di far desistere Elizabeth dal matrimonio con il nipote.

## Produzione

### Pre-produzione
Il romanzo di Jane Austen Orgoglio e pregiudizio fu oggetto in precedenza di numerosi adattamenti televisivi e cinematografici, tra cui cinque versioni televisive in lingua inglese prodotte dalla BBC (1938, 1952, 1958, 1967 e 1980).
Nell'autunno del 1986, dopo aver visto l'anteprima dell'adattamento televisivo del romanzo di Jane Austen L'abbazia di Northanger, Sue Birtwistle e Andrew Davies accettarono di adattare Orgoglio e pregiudizio, uno dei loro libri preferiti, per la televisione.
La Birtwistle in particolare ritenne che, una nuova versione, avrebbe migliorato i precedenti adattamenti televisivi, a suo dire troppo «scarni» e «impoetici».
Le esigenze di programmazione costrinsero Davies a cambiare il suo piano originario da cinque puntate a sei. Birtwistle e Davies offrirono i primi tre script all'emittente ITV alla fine del 1986, ma l'attualità dell'ultima pellicola austeniana mise il progetto in stand by.
Quando la ITV annunciò il suo rinnovato interesse nel 1993, Michael Wearing della BBC commissionò gli script finali e il progetto partì grazie al co-finanziamento statunitense della Arts & Entertainment.
Il regista Simon Langton e la troupe artistica iniziarono la fase di pre-produzione fra gennaio e febbraio del 1994.
(Simon Langton)
Pur volendo rimanere fedeli al tono e allo spirito del romanzo originale, fu intenzione di Birtwistle e Davies produrre «una nuova, vivace storia di persone reali», non un «vecchio dramma della BBC trasmesso nella fascia domenicale all'ora del tè».
Per enfatizzare sesso e denaro come temi guida della storia, Davies spostò deliberatamente l'attenzione dal personaggio di Elizabeth alla coppia "Elizabeth e Darcy" e accennò al ruolo di Darcy nella risoluzione narrativa molto prima rispetto al romanzo.
La maggiore difficoltà tecnica fu adattare le lunghe lettere presenti nella seconda metà della storia: fu superata facendole leggere agli stessi protagonisti e utilizzando tecniche come la voce fuori campo e il flashback. Davies aggiunse alcune scene, per chiarire gli eventi a un pubblico moderno, ma lasciò le conversazioni originali per lo più intatte.

### Cast
La produttrice Sue Birtwistle e il regista Simon Langton cercarono attori con fascino e carisma adattabili all'Era georgiana. La scelta delle parti principali, la ventenne Elizabeth Bennet e il ventottenne Fitzwilliam Darcy, influenzò quelle per gli altri attori del cast. Furono provinate centinaia di attrici tra i 15 e i 28 anni e le migliori provarono molte scene negli studi televisivi con make-up e costume di scena. L'attrice angloamericana Jennifer Ehle fu scelta tra una mezza dozzina di altre candidate per recitare il ruolo di Elizabeth, la seconda figlia dei coniugi Bennet, la figlia più brillante e la preferita del padre.

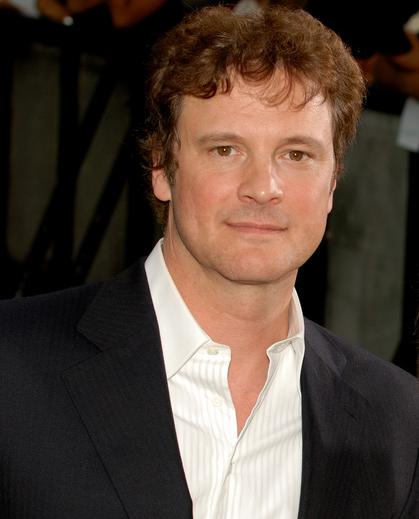
Colin Firth è il signor Darcy

In particolar modo fu Sue Birtwistle a volere Colin Firth, al tempo un attore britannico trentenne poco conosciuto, per il ruolo del ricco e altezzoso Darcy. La Birtwistle aveva già lavorato con lui a metà degli anni ottanta nel film TV Le ragazze olandesi, ma Firth rifiutò ripetutamente la proposta non sentendosi adatto a recitare un testo di Jane Austen. L'insistenza della Birtwistle e la profondità del personaggio di Darcy lo convinsero infine ad accettare la parte.
Benjamin Whitrow e Alison Steadman furono i coniugi Bennet, finanziariamente imprudenti e auto-indulgenti genitori di Elizabeth. Alla Steadman fu offerto il ruolo senza provino.
Le quattro sorelle di Elizabeth, con età dai 15 ai 22 anni, furono scelte appositamente non somiglianti tra loro. Susannah Harker fu scelta per la parte della bellissima sorella maggiore Jane. La Harker è la figlia dell'attrice britannica Polly Adams, interprete del personaggio di Jane nella versione di Orgoglio e Pregiudizio del 1967. Lucy Briers, Polly Maberly, e Julia Sawalha interpretarono le tre sorelle minori di Elizabeth: la placida Mary, la suscettibile Kitty, e la frivola e testarda Lydia. Anche Julia Sawalha non fece alcuna provino per la parte, essendo dieci anni più vecchia della quindicenne Lydia e avendo una notevole esperienza televisiva (era nel cast della serie TV Absolutely Fabulous).
David Bamber fu scelto per la parte del Signor Collins: un servile ecclesiastico, cugino del Signor Bennet. Lucy Scott interpretò la migliore amica di Elizabeth e moglie di Collins, Charlotte Lucas.
I produttori trovarono che Crispin Bonham-Carter avesse le giuste caratteristiche fisiche per affiancare Colin Firth, interpretando il ricco e docile Charles Bingley (la prima parte televisiva importante per l'attore).
Inizialmente Bonham-Carter fece l'audizione per la parte di George Wickham, il fascinoso tenente della milizia la cui bellezza nasconde avidità e dissolutezza, ma Adrian Lukis gli fu preferito.
Anna Chancellor, nota per aver interpretato Henrietta in Quattro matrimoni e un funerale, ebbe la parte di Caroline Bingley. Curiosamente l'attrice è una lontana parente di Jane Austen: è infatti una diretta discendente del fratello maggiore della Austen, Edward.
Per i produttori fu più difficile il casting per la sorella minore di Darcy, Georgiana: cercavano una giovane attrice che sembrasse innocente, orgogliosa ma timida, che avesse classe e che suonasse il pianoforte. Dopo aver provinato oltre 70 attrici, Simon Langton suggerì per la parte la figlia di Joanna David (Signora Gardiner): Emilia Fox.
Barbara Leigh-Hunt fu scelta per la parte dell'altezzosa zia di Darcy, Lady Catherine de Bourgh, senza audizione. L'attrice è la madrina della figlia di Judi Dench, interprete di Lady Catherine nella versione del 2005 di Orgoglio e pregiudizio.

### Riprese
Un budget di circa un milione di sterline a puntata consentì 20 settimane di riprese per completare le 6 puntate della miniserie. La produzione lavorò per 10 ore e mezza al giorno escluso il tempo per costume e make-up. Due settimane prima dell'inizio delle riprese, i 70 membri del cast e della troupe iniziarono la lettura del copione e le prove, oltre alle lezioni di equitazione, danza e scherma. Furono raggruppate le scene girate nelle stesse località geografiche e, per rappresentare il cambiamento delle stagioni nella narrazione, le riprese si tennero tra giugno e novembre del 1994. Seguì la fase di post-produzione che terminò nel maggio dell'anno successivo.
Furono utilizzate 24 location, molte delle quali di proprietà del National Trust, e 8 set in studio. In linea con le differenze economiche fra i personaggi principali, l'abitazione della famiglia Bennet, Loungbourn, fu disegnata come una casa modesta e confortevole, mentre la tenuta di Pemberley, di proprietà di Darcy, fu concepita come «un posto bellissimo» che mettesse in risalto il buon gusto e la storia dell'aristocrazia inglese.
La prima location scelta dai produttori fu Lacock nel Wiltshire, nella fiction il villaggio di Meryton. Nelle sue vicinanze, a Luckington Court, si girarono le scene ambientate a Loungbourn. Lyme Park nel Cheshire fu scelta come Pemberley, ma problemi organizzativi costrinsero la produzione a spostare le scene degli interni a Sudbury Hall, nel Derbyshire.
La tenuta di Lady Catherine de Bourgh, Rosings, doveva apparire eccessivamente sontuosa per rappresentare la sgradevolezza della proprietaria; a tal scopo i produttori scelsero Belton House a Grantham, nel Lincolnshire. La Old Rectory di Teigh, nel Leicestershire, fu la canonica di Hunsford, modesta residenza del signor Collins.
La Edgcote House di Banbury, nell'Oxfordshire, servì per gli interni e gli esterni di Netherfield, proprietà di Bingley, insieme a Brocket Hall a Welwyn Garden City, Hertfordshire, in cui fu girata la scena del ballo. Le scene nella locanda e nelle strade di Londra furono girate presso il Lord Leycester Hospital a Warwick e Ramsgate, dove Wickham e Georgiana pianificano la fuga, fu ambientata nella località balneare di Weston-super-Mare nel Somerset.

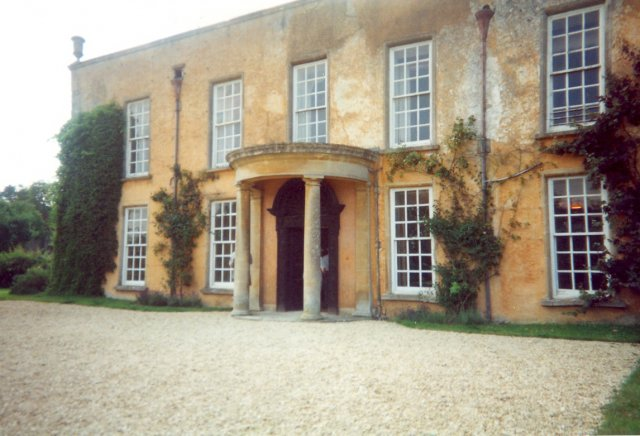
Luckington Court, nel Wiltshire, è Longbourn, residenza della famiglia Bennet.
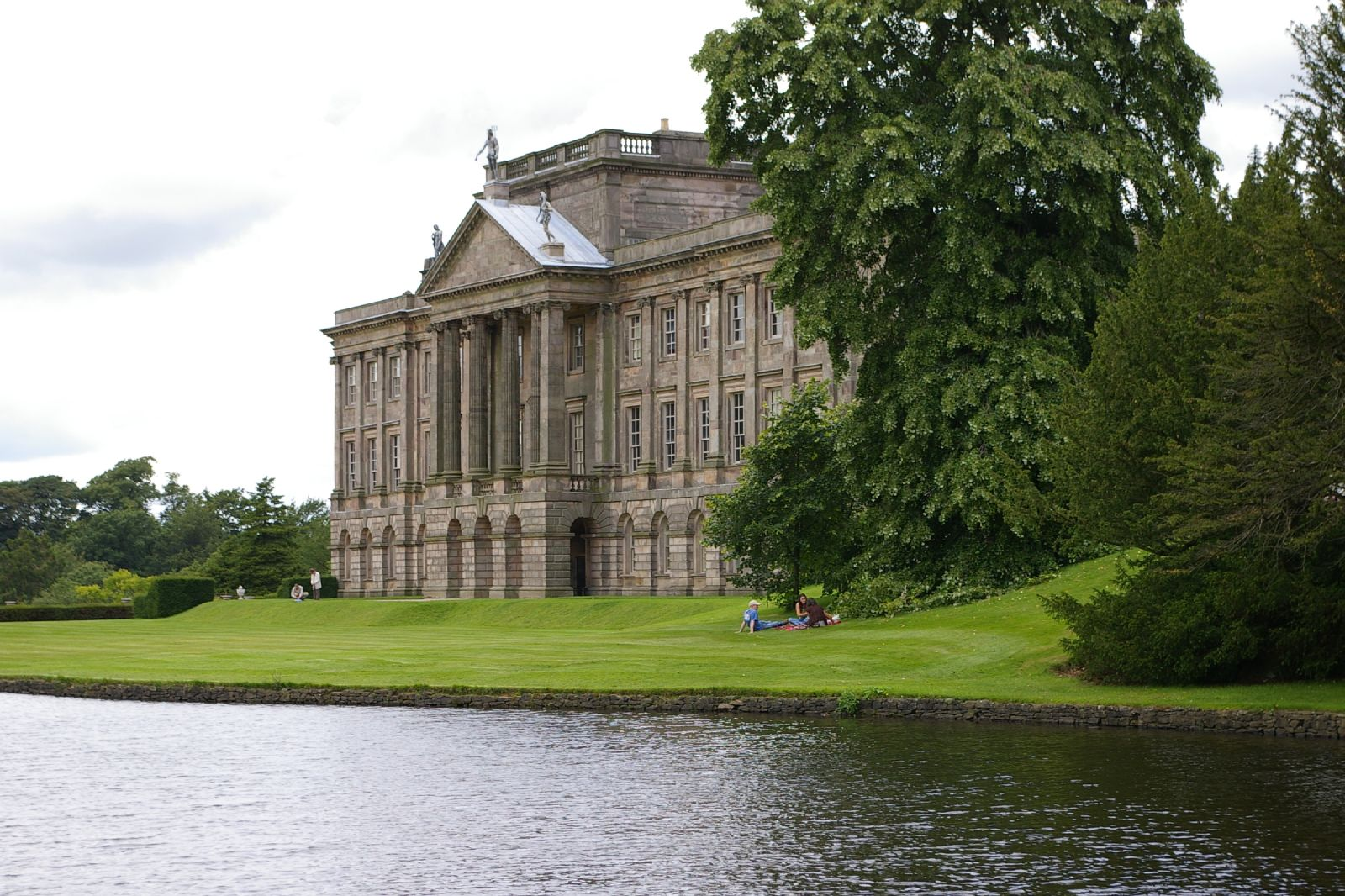
A Lyme Hall, nel Cheshire, furono girati gli esterni di Pemberley, residenza di Darcy.
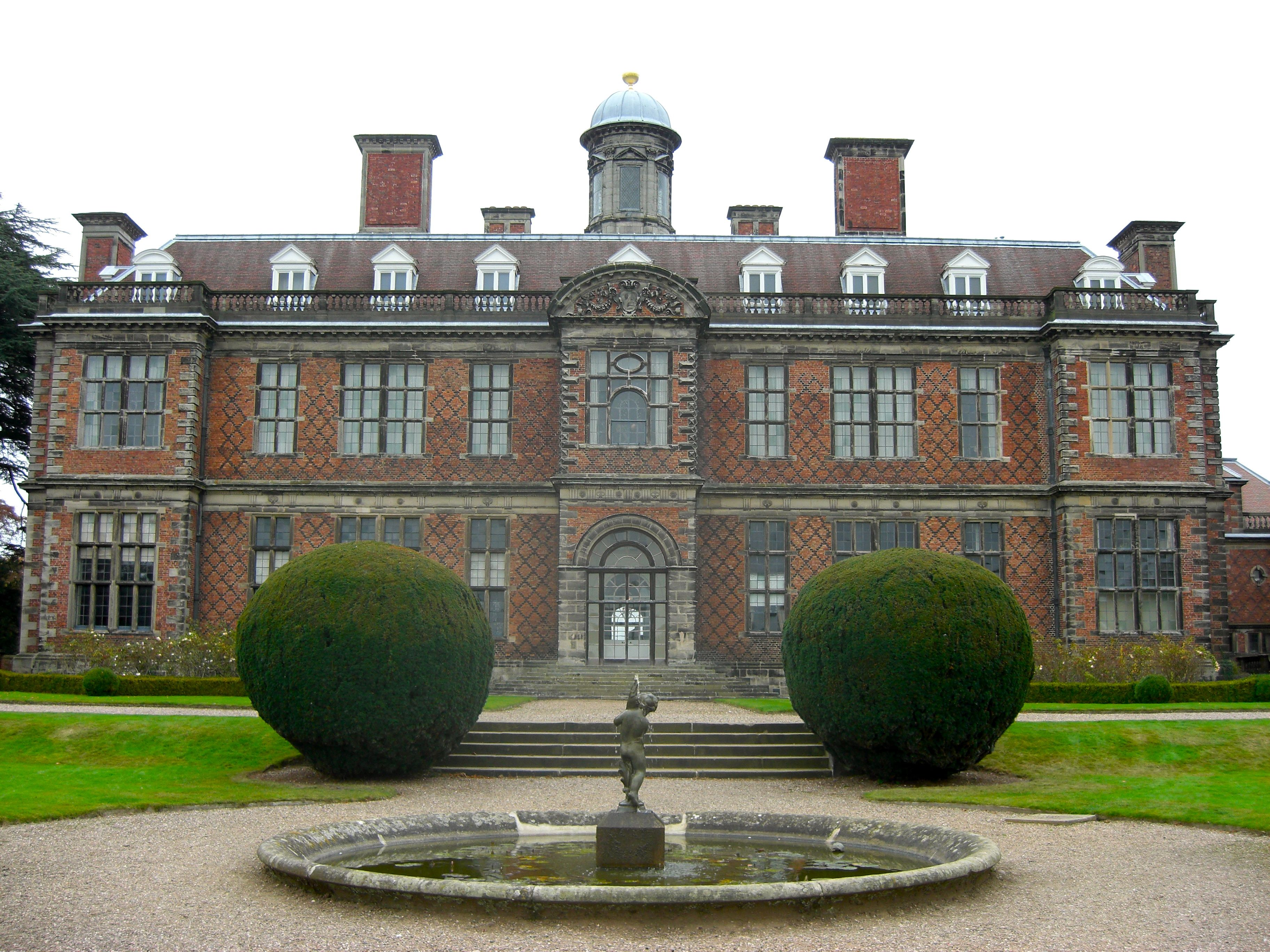
A Sudbury Hall, nel Derbyshire, furono girati gli interni di Pemberley.
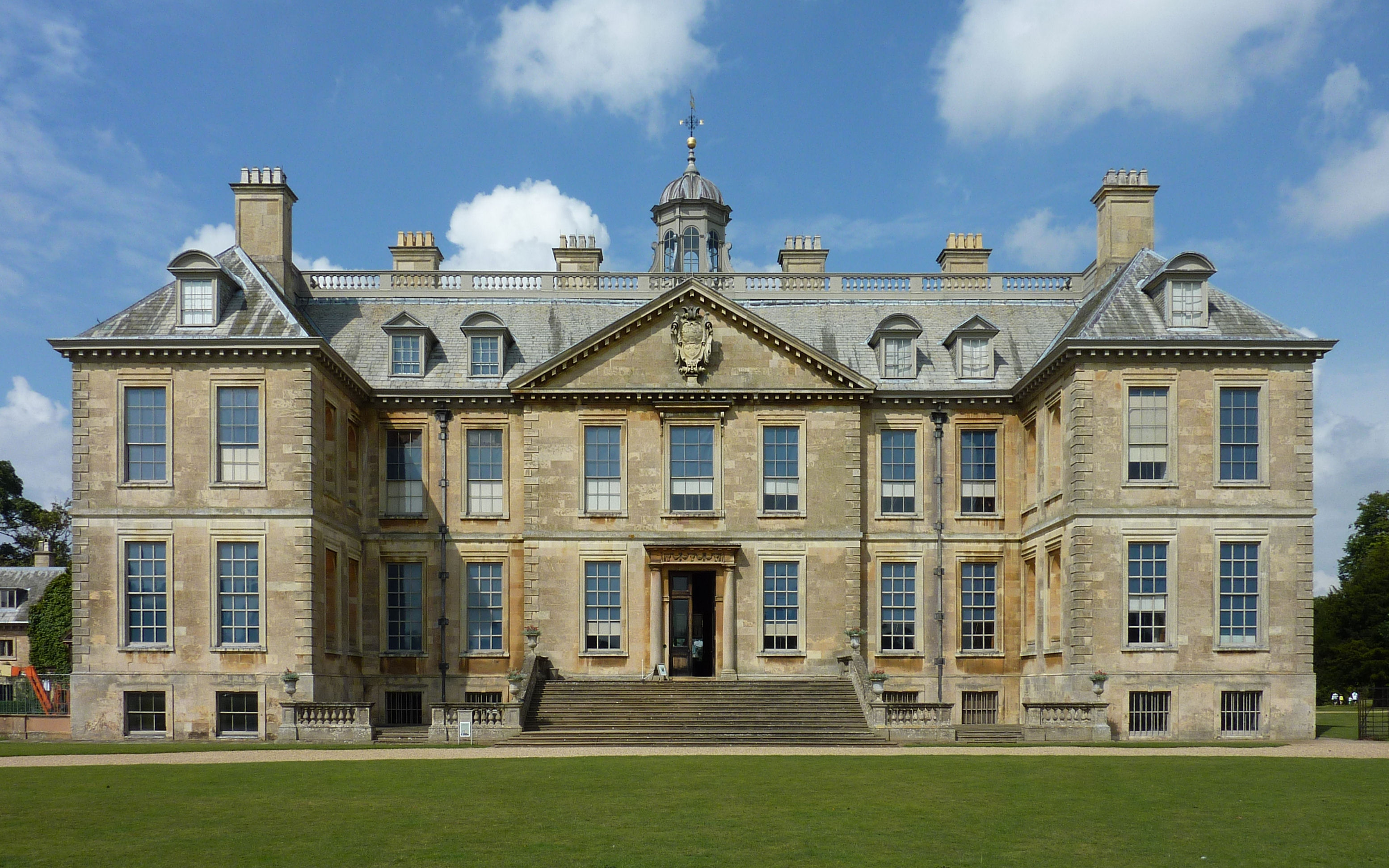
Belton House, a Grantham nel Leicestershire, set per la tenuta di Lady Catherine de Bourgh.
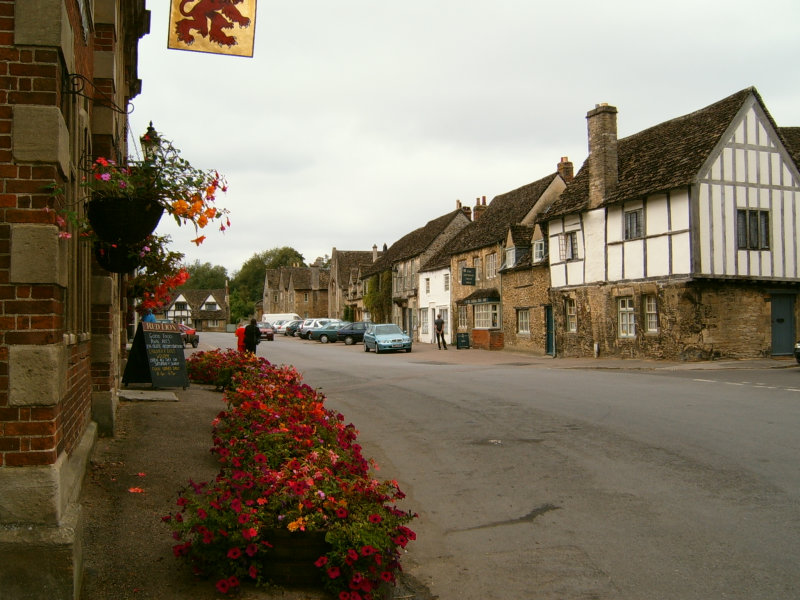
La strada principale di Lacock, nel Wiltshire, è il villaggio di Meryton.
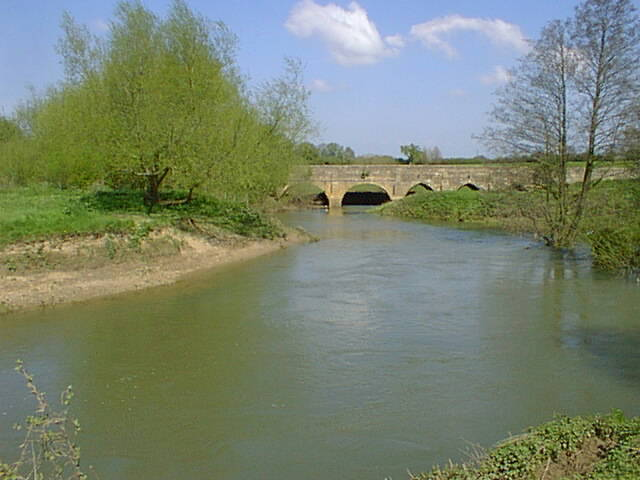
Il ponte percorso dalle sorelle Bennet e dal Signor Collins per andare a Meryton.
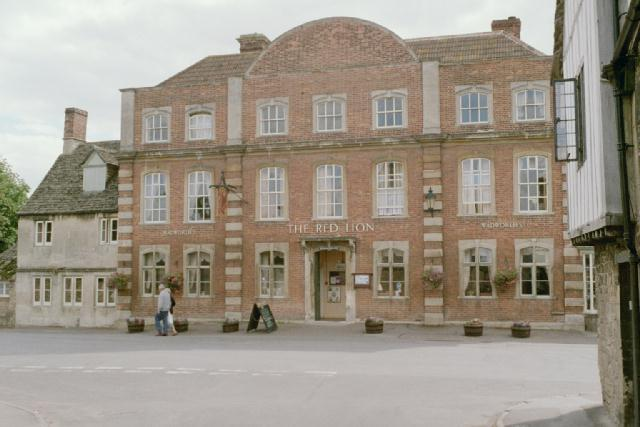
La facciata del The Red Lion, a Lacock, usata come sala da ballo di Meryton.
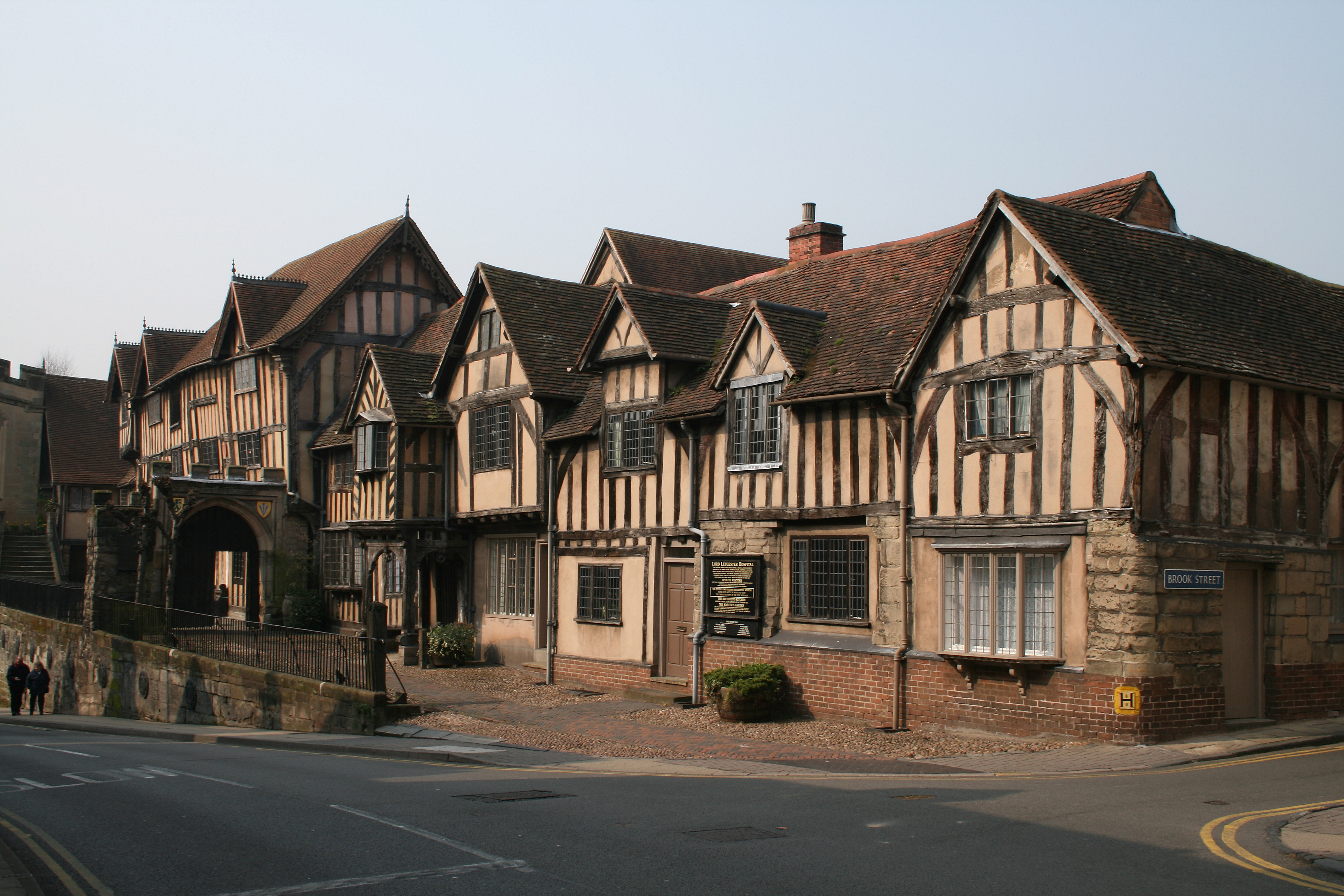
Il Lord Leycester Hospital di Warwick, fu utilizzato per le scene notturne di Darcy a Londra.
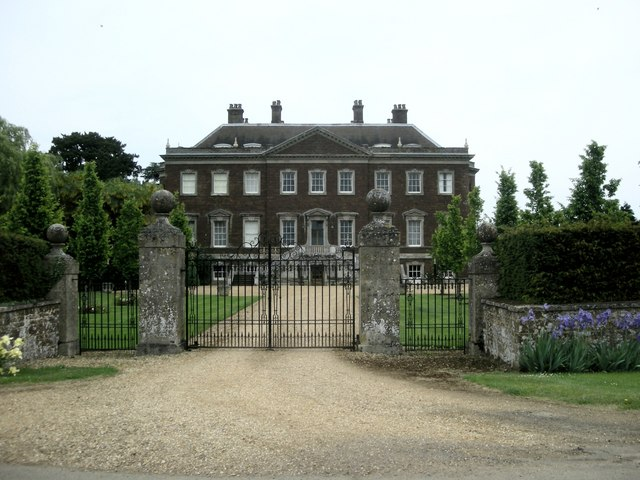
A Edgcote House sono stati girati gli esterni di Netherfield
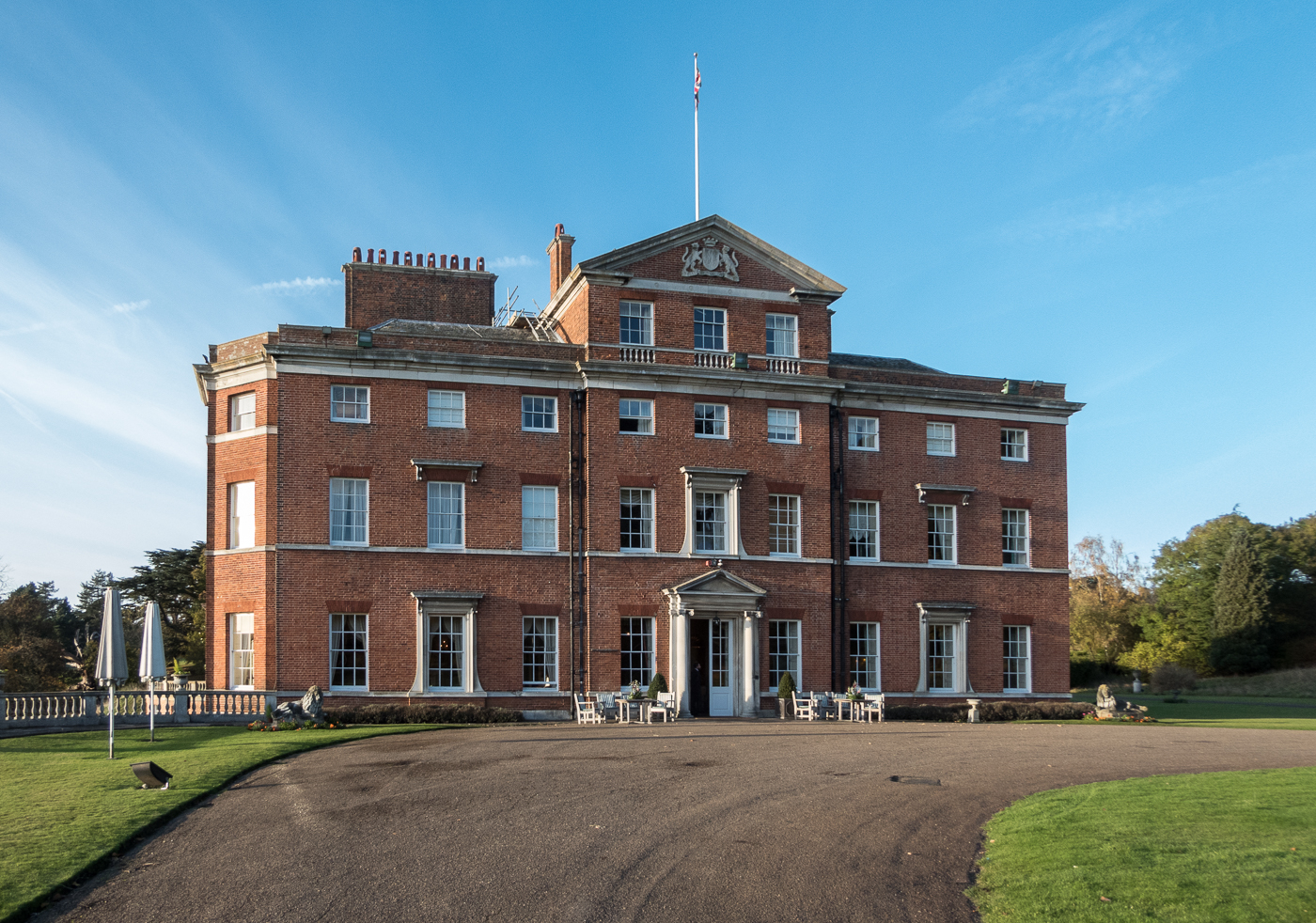
Brocket Hall è utilizzata per gli interni di Netherfield

### Costumi e trucco

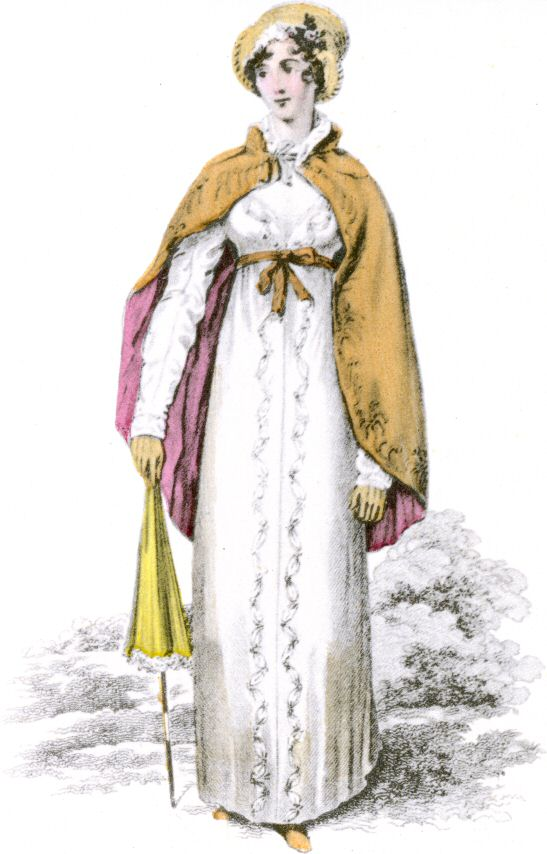
Abbigliamento femminile da passeggiata, 1813

Trattandosi di una storia ambientata nei primi anni del XIX secolo, l'ideazione del trucco e dei costumi richiese più tempo rispetto ad un qualsiasi film di ambientazione contemporanea. La personalità e la ricchezza dei personaggi dovettero riflettersi nell'abbigliamento: ad esempio, le ricche sorelle Bingley non indossano mai abiti con stampe e i loro capelli sono decorati con grandi piume.
Lo stock di abiti ottocenteschi della BBC si rivelò insufficiente e fu utilizzato per le sole comparse. Fu la stessa costumista Dinah Collin a progettare gran parte dei costumi. Per trarre ispirazione visitò dei musei cercando di realizzare degli abiti che potessero attrarre anche un pubblico moderno. Elizabeth fu vestita con toni che richiamano la terra e furono disegnati per consentirle movimenti semplici e naturali in linea con il carattere e la vivacità del suo personaggio.

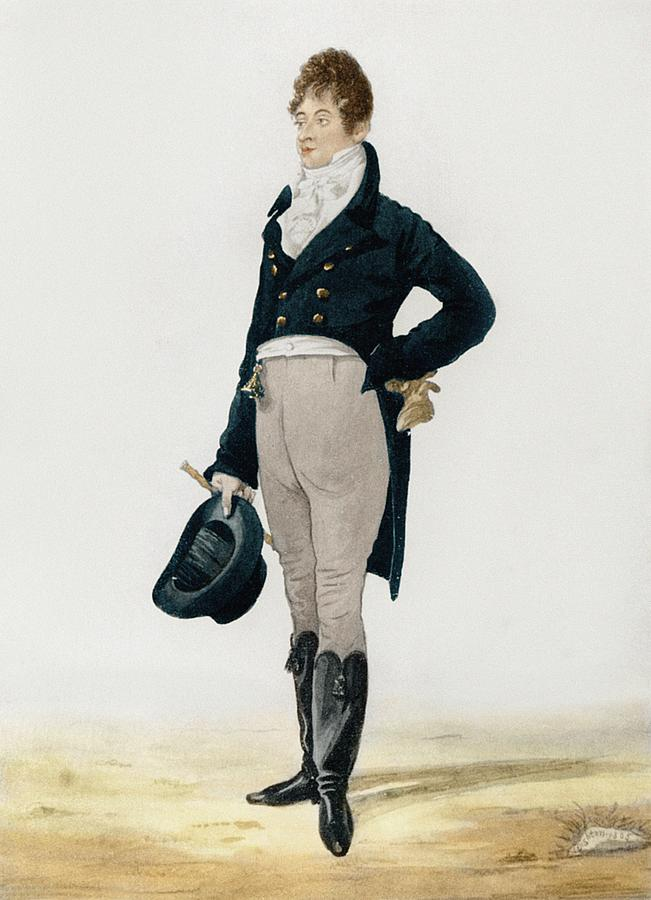
Eleganza maschile nel 1805

Al contrario, la Collin scelse colori come il bianco pallido o crema per i vestiti delle altre ragazze Bennet, così da evidenziarne l'innocenza e la semplicità. Colori più marcati furono invece utilizzati per le sorelle Bingley e Lady Catherine de Bourgh, il cui abbigliamento fu ispirato da un ritratto della Regina Carolina, moglie di Giorgio IV del Regno Unito.
Colin Firth partecipò all'ideazione del suo guardaroba prediligendo per il suo personaggio dei colori più scuri lasciando in contrapposizione i colori più caldi per Bingley.
Pur non essendoci dei chiari riferimenti nel romanzo in proposito, i produttori chiesero a Colin Firth, naturalmente castano chiaro, di tingere di nero capelli, ciglia e sopracciglia. Prima dell'inizio delle riprese, fu chiesto agli altri attori del cast di far crescere i capelli e di radersi i baffi.
La truccatrice Caroline Noble immaginò il personaggio del signor Collins sudato e con il labbro superiore molto umido; ingrassò inoltre i capelli di David Bamber e gli diede un'attaccatura molto alta che ne suggerisse la calvizie.
Per la bionda Jennifer Ehle furono utilizzate tre parrucche scure che coprissero i suoi corti capelli biondi. Una parrucca fu preparata anche per Alison Steadman i cui riccioli le permettessero di enfatizzare i movimenti nervosi della Signora Bennet.
A Susannah Harker (Jane) furono schiariti leggermente i capelli per accentuare il contrasto con Elizabeth, fu inoltre acconciata in uno stile greco classico (in voga ai tempi della Austen) per evidenziare la bellezza del personaggio. In linea con la stessa Jane Austen, che la definì l'unica sorella Bennet non attraente, l'aspetto giusto per Mary fu raggiunto aggiungendo delle macchie rosse al viso dell'attrice Lucy Briers, i suoi capelli furono ingrassati per suggerire un aspetto trascurato e pettinati per sottolinearne le orecchie a sventola. Siccome i personaggi di Kitty e Lydia sono troppo giovani per avere i capelli curati dalla cameriera, la pettinatura delle due attrici non cambiò molto: per Kitty si pensò ad una pettinatura poco elaborata e per Lydia ad un look sempre leggermente arruffato.

## Colonna sonora
Carl Davis, che lavorò alle musiche per adattamenti di romanzi classici della BBC già dalla metà degli anni settanta, fu contattato da Sue Birtwistle durante la pre-produzione per selezionare e comporre la colonna sonora di Orgoglio e pregiudizio.
Con l'obiettivo di comunicare lo spirito e la vitalità del romanzo e gli amori in una cittadina del diciannovesimo secolo, si ispirò alla musica classica del periodo e, in particolare, a un settimino di Beethoven.

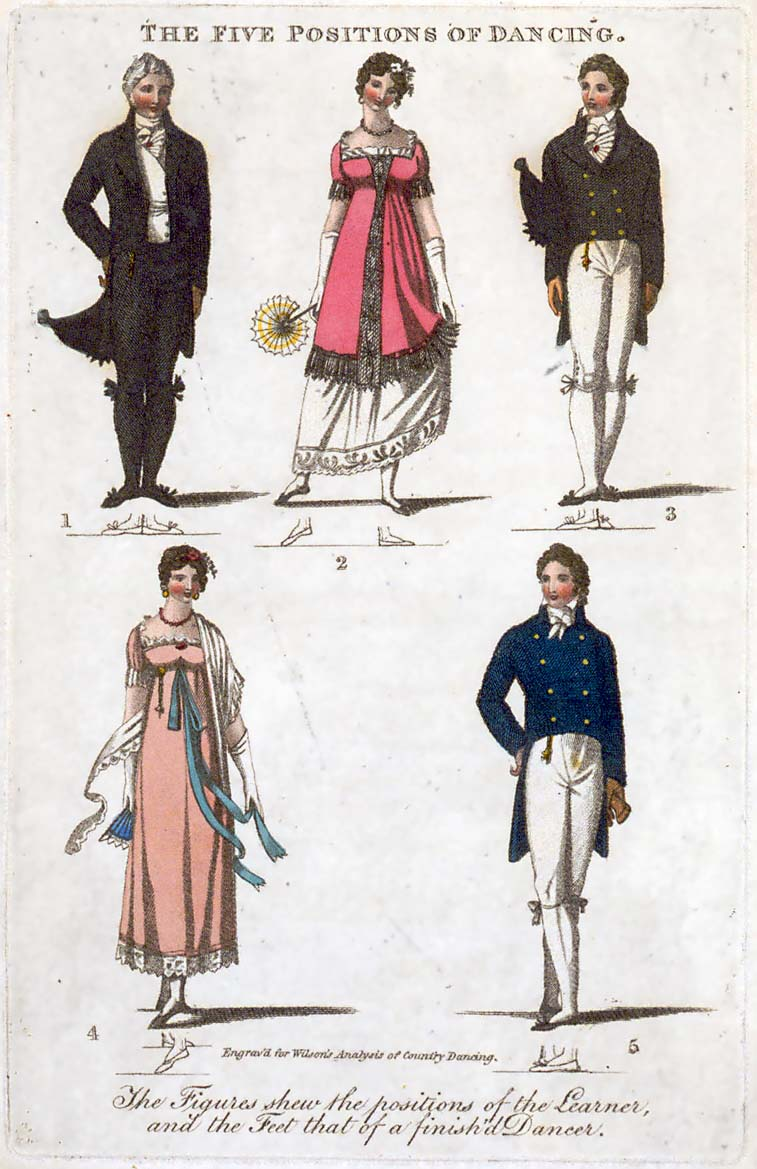
Le cinque posizioni della danza Regency

Tra i brani e i movimenti presenti nella miniserie ci furono la Suite num. 5 in mi maggiore HWV 430 di Händel e Ombra mai fu dalla sua opera Serse, Andante Favori di Beethoven, il secondo movimento della Sonatina num.4 di Muzio Clementi e la tradizionale canzone folk The Barley Mow.
Inoltre, furono eseguiti il Rondò alla Turca, l'aria Voi che sapete che cos'è Amor e brani dalle opere Le nozze di Figaro e Don Giovanni di Mozart.
In sei ore la musica fu pre-registrata da un gruppo di 18 musicisti e, nelle scene con l'orchestra, fu trasmessa in piccoli auricolari ai musicisti in scena, che mimarono di suonare gli strumenti.
Alle attrici i cui personaggi suonano il pianoforte, fu data la possibilità di esercitarsi nelle settimane precedenti le riprese. Le attrici Lucy Briers (Mary) e Emilia Fox (Georgiana) erano comunque già pianiste capaci. La colonna sonora, contenente il tema musicale composto da Davis ed eseguito da Melvyn Tan, fu pubblicata in CD nel 1995.
La danza è parte integrante della vita sociale e del corteggiamento e molte scene chiave del libro si svolgono durante i balli. Per approfondire le danze dell'epoca, la coreografa Jane Gibson si documentò su un libro del 1966, The Apted Book of Country Dances di W.S. Porter, che include diverse danze del XVIII secolo come The Shrewsbury Lasses, A Trip to Highgate, e Mr. Beveridge's Maggot. Le coreografie conferirono un'aria di autenticità alle scene, ma la scelta non fu corretta per il periodo storico: questi balli erano già obsoleti al tempo della Austen.
Una quindicina di coreografie furono preparate prima dell'inizio delle riprese. Le attrici Polly Maberly e Julia Sawalha, che interpretarono i personaggi più attivi nel ballo, Kitty e Lydia, ebbero tre giorni di tempo per studiarle tutte.
Alla scena del ballo di Netherfield furono assegnati soli tre giorni di riprese, poiché l'affitto della sala di Brocket Hall «costava una fortuna». Il ritmo e lo stile della scena fu volutamente incentrato sull'eleganza piuttosto che sul divertimento dei partecipanti. Chiasso e allegria furono invece i protagonisti del ballo a Meryton.
Similarmente ai musicisti, anche i ballerini indossarono gli auricolari per non influenzare la registrazione dei dialoghi.
Molti movimenti coreografici di Elizabeth e Darcy al ballo di Netherfield si rivelarono inutilizzabili nel montaggio a causa di un capello su una delle macchine da presa. Per la scena si ricorse ai primi piani e al materiale fornito da una steadicam.

## Distribuzione

### Data di uscita
La miniserie si compone di 6 puntate da 55 minuti e fu trasmessa in prima visione su BBC One settimanalmente, la domenica sera. Ogni puntata fu poi replicata su BBC Two il sabato successivo. Prima della trasmissione della puntata finale, già otto emittenti straniere avevano acquistato i diritti della fiction.
| Puntata   | Prima TV originale |
| --------- | ------------------ |
| Puntata 1 | 24 settembre 1995  |
| Puntata 2 | 1º ottobre 1995    |
| Puntata 3 | 8 ottobre 1995     |
| Puntata 4 | 15 ottobre 1995    |
| Puntata 5 | 22 ottobre 1995    |
| Puntata 6 | 29 ottobre 1995    |

Tra i 10 e gli 11 milioni di persone videro la miniserie nel Regno Unito e, la puntata finale, ottenne il 40% di share.
Negli Stati Uniti la prima trasmissione su A&E Network fu trasmessa in tre doppie puntate, in tre serate consecutive dal 14 al 16 gennaio 1996, e fu vista da 3.7 milioni di spettatori.
In Italia la miniserie fu trasmessa in tre puntate da RaiSat Premium della piattaforma televisiva Sky nel marzo 2004 in una versione ridotta a 300 minuti. Dal 21 luglio al 25 agosto 2013, il canale LaEFFE ha trasmesso nuovamente la serie in edizione integrale e con un nuovo doppiaggio.

### Edizioni home video
La serie fu distribuita in VHS nel Regno Unito la settimana successiva alla trasmissione della puntata finale.
In sole due ore vennero vendute le 12,000 videocassette prodotte dalla BBC, tanto che una portavoce della stessa emittente parlò di un fenomeno enorme e dichiarò quanto fosse «inaudito per un video vendere anche solo la metà, soprattutto quando gli spettatori sono in grado di registrare le puntate a casa gratis». Entro la fine della prima settimana furono vendute oltre 70,000 copie e nel primo anno il numero aumentò a 200 000 unità.
Anche il CD della colonna sonora fu molto popolare e il libro ufficiale della serie, The Making of Pride and Prejudice edito da Penguin Books, vendette 20,000 copie in breve tempo.
La serie fu distribuita in DVD quattro volte, la prima edizione nel 2000, in versione rimasterizzata digitale in occasione del decimo anniversario nel settembre 2005, e nell'aprile del 2007, come parte della collana "Classic Drama DVD". Per l'edizione del 2005, commercializzata anche in Italia nel 2007 da Mondo Home Entertainment, fu prodotto un cofanetto con quattro DVD, l'ultimo dei quali contenente un documentario di 27 minuti, girato nel 1999, dal titolo Orgoglio e Pregiudizio: The Making of.
Un trasferimento dei negativi originali in alta definizione fu prodotto in versione Blu-ray Disc nel mese di ottobre 2008. La versione HD non fu trasmessa in televisione, la BBC si rifiutò di mandare in onda una serie girata in 16mm in HD. La versione restaurata fu pubblicata in DVD nel marzo 2009. Il Blu-ray fu distribuito il 14 aprile 2009.

## Accoglienza

### Critica
La critica a Orgoglio e pregiudizio fu prevalentemente molto positiva.
Il programma fu definito da Gerard Gilbert del The Independent come «il miglior adattamento di un classico». La Jane Austen Society UK, tuttavia, lodò il sorriso di Jennifer Ehle ma non la trovò sufficientemente di spirito. Pochi giorni prima del debutto americano, Howard Rosenberg del Los Angeles Times definì l'adattamento «decisamente gradevole» nonostante alcune accidentali libertà sul romanzo di Jane Austen, e indicò i nomi dei genitori di Elizabeth e del signor Collins come principali fonti di umorismo.
John O 'Connor del The New York Times definì la miniserie un «adattamento splendido, con una sceneggiatura straordinariamente fedele». Giudicò positivamente Jennifer Ehle per la sua capacità di ritrarre Elizabeth come «straordinariamente intelligente e autorevole senza essere invadente», e sottolineò come Firth «cattura brillantemente l'orgoglio snob del signor Darcy, mentre attraverso i suoi sguardi intensi, rivela che è innamorato suo malgrado». O'Connor elogiò Barbara Leigh-Hunt per il suo ritratto di Lady Catherine, definita «una strega meravigliosamente imperiosa» e considerò le sue scene con David Bamber (Signor Collins) «esilaranti». Tuttavia, O'Connor osservò come il pubblico americano potesse trovare le lunghe passeggiate e le danze riccamente coreografate della produzione britannica, un po' troppo lente.
In una delle recensioni più negative, People considerò la serie «una buona trasposizione, approfondita più del necessario» e «non il migliore adattamento della Austen in un mercato improvvisamente affollato». Il giornalista definì Firth «magnifico», ma rimproverò la scelta di casting per Jennifer Ehle, il cui viso ovale la fece «sembrare un Anaïs Nin in abiti d'epoca, e questo non è giusto».

#### Tematiche trattate e analisi
Gli adattamenti di Orgoglio e pregiudizio di Jane Austen sono stati analizzati in numerosi studi accademici. La versione della BBC fu elogiata per la sua fedeltà al romanzo originale, che sottolinea l'importanza dell'ambiente e dell'educazione per lo sviluppo del carattere e della moralità dei giovani, per cui la buona posizione sociale e la ricchezza non sono necessariamente vantaggiose.
I critici notarono che l'attenzione di Davies sul sesso e sul denaro in combinazione con l'abile caratterizzazione e l'umorismo incisivo e beffardo della Austen, impedì all'adattamento televisivo di presentarsi come «un melodramma in costume brillantemente fotografato».

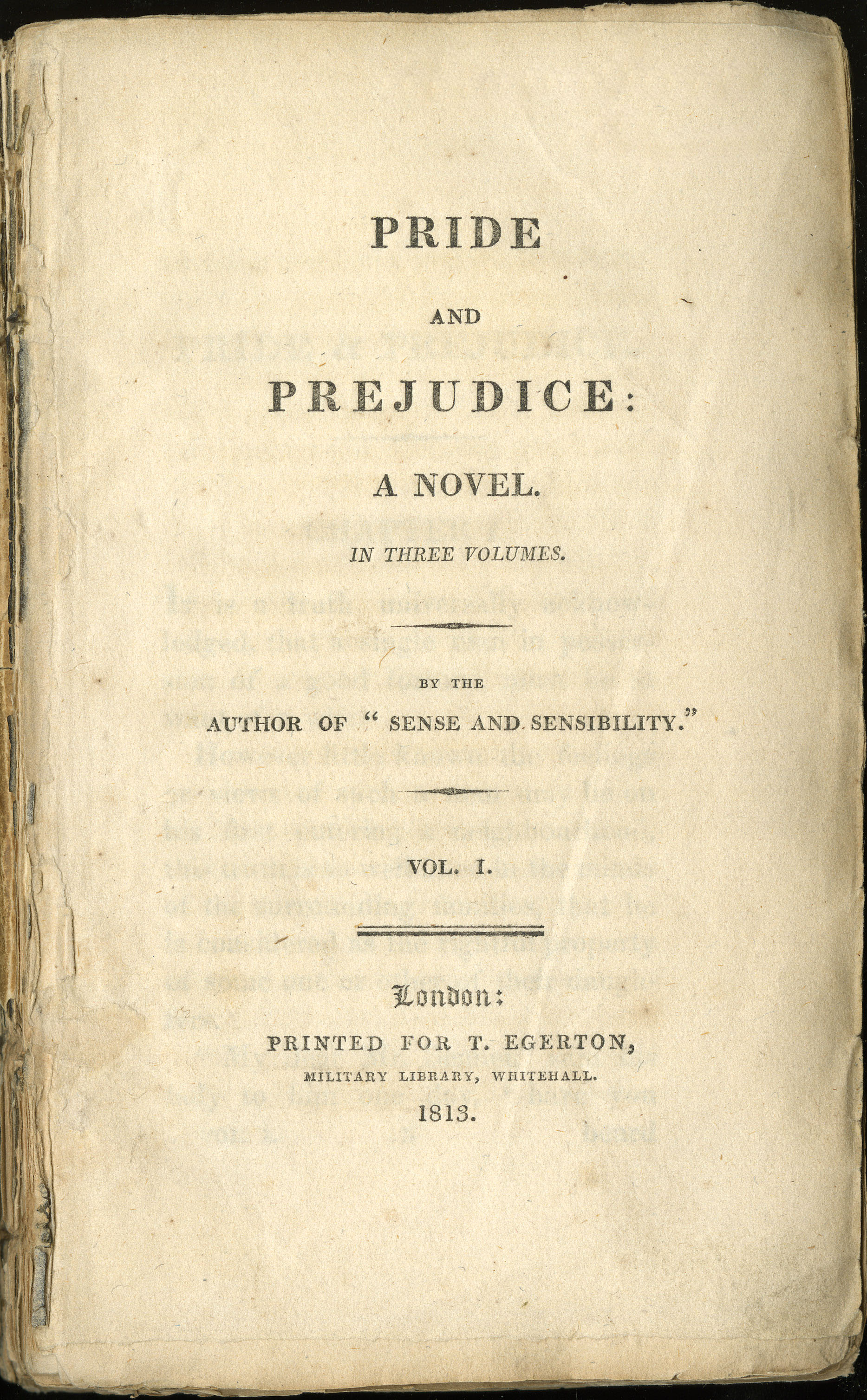
Frontespizio della prima edizione del romanzo di Jane Austen

Con l'obiettivo di rendere l'enfasi della Austen sulle esperienze soggettive della protagonista, in mancanza di un narratore arguto e invadente, la miniserie riporta la prima frase ironica del romanzo di Elizabeth in una delle prime scene:
(Incipit del romanzo Orgoglio e pregiudizio)
La scena di apertura fu volutamente vitale con una vista di Darcy e Bingley di corsa a cavallo diretti alla tenuta Netherfield. La sequenza mostra anche la ribellione e l'amore per la natura di Elizabeth che osserva i due cavalieri prima di correre lei stessa.
In quella che fu «forse la revisione più radicale del testo della Austen», il dramma della BBC partì dalla moderazione emotiva del tardo XVIII secolo e rappresentò le emozioni con un'interpretazione moderna della storia. Mentre, per buona parte, il romanzo lascia Elizabeth e i lettori incerti sui sentimenti di Darcy, le scene aggiuntive della fiction smascherano la sua incapacità di contenere fisicamente o verbalmente l'espressione del suo turbamento emotivo.
La scrittrice Lisa Hopkins sostiene che attività come il biliardo, la scherma e il nuoto (si veda la scena del lago) esaltarono volutamente il personaggio di Darcy agli occhi del pubblico femminile. Ebbero lo stesso scopo le sequenze in cui è silenziosamente assorto davanti a una finestra o a un camino mentre i Bingley discutono di Elizabeth.
Nello spirito del romanzo, furono ironicamente evidenziati «stralci inconfondibili di cinismo [...] che ridono della natura umana, senza una speranza reale di cambiarla». È possibile collegare le risate nella storia, da quelle irresponsabili alle risate di divertimento o sollievo, anche alle tensioni sessuali tra i protagonisti. Nonostante l'appeal sul pubblico moderno, le risate e l'umorismo erano visti come volgari e irriverenti al tempo della Austen.
Davies apportò modifiche o integrazioni «al fine di esporre un personaggio, o aggiungere umorismo o ironia ad una situazione». Esasperò in chiave comica i personaggi di Miss Bingley, del signor Collins e della signora Bennet, mostrando quest'ultima al limite dell'isteria in molte delle prime scene.
In linea con i precedenti adattamenti televisivi, Davies diede molto spazio all'uso metaforico del paesaggio, e ne rafforzò bellezza e autenticità. Elizabeth coglie ogni occasione per godere della natura e fuggire alla compagnia del signor Collins o di Lady Catherine. È significativa la visita di Elizabeth a Pemberley: il suo apprezzamento delle bellezze del Derbyshire eleva l'opinione di Darcy in lei. Lo sguardo di Darcy attraverso la finestra è come uno schermo cinematografico in cui vengono proiettate le azioni di Elizabeth per lui e lo spettatore. La natura è parte integrante nello sviluppo narrativo e l'avvicinamento di Darcy al paesaggio è il primo passo della sua redenzione.

## Riconoscimenti
Orgoglio e pregiudizio ottenne 6 candidature ai Premi BAFTA TV 1996, tra cui "Miglior serie drammatica", "Migliori costumi", e "Miglior trucco".
Jennifer Ehle ottenne il premio come "Migliore attrice protagonista", mentre Colin Firth e Benjamin Whitrow arrivarono alla nomination per il premio di "Miglior attore".
Firth vinse il Broadcasting Press Guild come "Miglior attore" e, nella stessa edizione, la produzione si aggiudicò il premio "Miglior serie drammatica".
La miniserie ebbe inoltre tre nomination agli Emmy 1996 ("Migliore miniserie", "Migliore sceneggiatura per una miniserie o film per la televisione", "Migliore coreografia") e vinse il premio per i "Migliori costumi".
Orgoglio e pregiudizio ottenne altri riconoscimenti dai Satellite Award, dai Peabody Award e dalla Television Critics Association. A Andrew Davies fu dato un riconoscimento per la sceneggiatura dalla Writers' Guild of Great Britain.

## Influenza culturale
In Gran Bretagna è la versione più amata di Orgoglio e pregiudizio di Jane Austen. A vent'anni di distanza dalla realizzazione, la sua popolarità non risulta intaccata ed è tuttora la serie televisiva di maggior successo della BBC. Nel periodo di messa in onda, lo stesso romanzo di Jane Austen ebbe un boom di vendite, arrivando anche a 35 000 copie in una sola settimana.
Un sondaggio del 2000 fra professionisti del settore, condotto dal British Film Institute, assegnò alla serie il 99º posto nella classifica dei 100 migliori programmi televisivi inglesi del XX secolo. Il programma Radio Times incluse la serie nella lista dei "migliori 40 programmi televisivi mai realizzati" nel 2003.
Entertainment Weekly la definì una delle 20 migliori miniserie di tutti i tempi.
Nel 2007, il UK Film Council dichiarò Orgoglio e Pregiudizio una delle fiction televisive diventate "dépliant virtuali" della storia e della cultura britanniche.
Le location delle riprese, in particolare Lyme Park, divennero meta di "turismo cinematografico", arrivando a triplicare il numero di visite e menzionando il collegamento con la serie nelle guide turistiche.
Colin Firth, nel ruolo del Signor Darcy, fece innamorare milioni di fans inglesi e deve molta della sua popolarità a questa serie.
Alcuni giornalisti dichiararono di non aver più visto una simile isteria dai tempi della Beatlemania negli anni sessanta.
Ancora nel 2007, Colin Firth fu considerato come il «perfetto Signor Darcy, ricco, bello e cavalleresco».
Tra le ammiratrici anche la scrittrice Helen Fielding, autrice di Il diario di Bridget Jones ispirato al romanzo della Austen; oltre a citare nel romanzo l'interpretazione di Colin Firth più volte, la Fielding lo scelse per interpretare il ruolo di Marc Darcy nella trasposizione cinematografica con Renée Zellweger e Hugh Grant.

### Scena del lago
La serie è spesso associata ad una scena della quarta puntata in cui il Signor Darcy, appena terminata una nuotata nel lago di Pemberley, incontra inaspettatamente Elizabeth.
Quando originariamente scrisse la scena (che non fa parte del romanzo della Austen), Andrew Davies non volle evidenziare una connessione sessuale tra Elizabeth e Darcy, ma creare «un momento divertente in cui Darcy cerca di mantenere la propria dignità, mentre è fradicio e vestito in maniera impropria».
La BBC si oppose al piano iniziale di Davies di realizzare la scena con Darcy nudo e, allo stesso tempo, i produttori scartarono l'alternativa di far indossare a Colin Firth dell'intimo, considerando la proposta «anacronistica e sciocca». La scena fu infine girata da Firth in camicia di lino, pantaloni e stivali. Uno stuntman, che apparve nella sequenza del tuffo, fu assunto a causa del rischio di infezione da leptospirosi a Lyme Park. Un breve segmento subacqueo fu girato separatamente da Firth in una vasca degli Ealing Studios nella zona ovest di Londra.
The Guardian definì la scena del lago «uno dei momenti più indimenticabili nella storia della televisione britannica». La sequenza è al 26º posto della classifica del 1999 Top 100 Greatest TV Moments dell'emittente britannica Channel 4, tra il controverso programma Death on the Rock e la Guerra del Golfo.
Sarah Lyall del New York Times la paragonò a una scena di Marlon Brando in Un tram che si chiama Desiderio, e secondo un sondaggio inglese è al sesto posto nella classifica dei fermo immagine ovvero delle scene più stoppate nei film.
Anche in alcuni lavori successivi di Colin Firth si allude ad essa: lo sceneggiatore/regista Richard Curtis lo fece cadere in acqua in Love Actually - L'amore davvero e in Che pasticcio, Bridget Jones!; il personaggio di Firth nel film del 2007 St. Trinian's emerge da una fontana con una camicia bagnata prima di incontrarsi con un vecchio amore; i creatori della produzione della ITV del 2008 Lost in Austen emularono la scena del lago nella loro rivisitazione di Orgoglio e pregiudizio.

## Inesattezze storiche

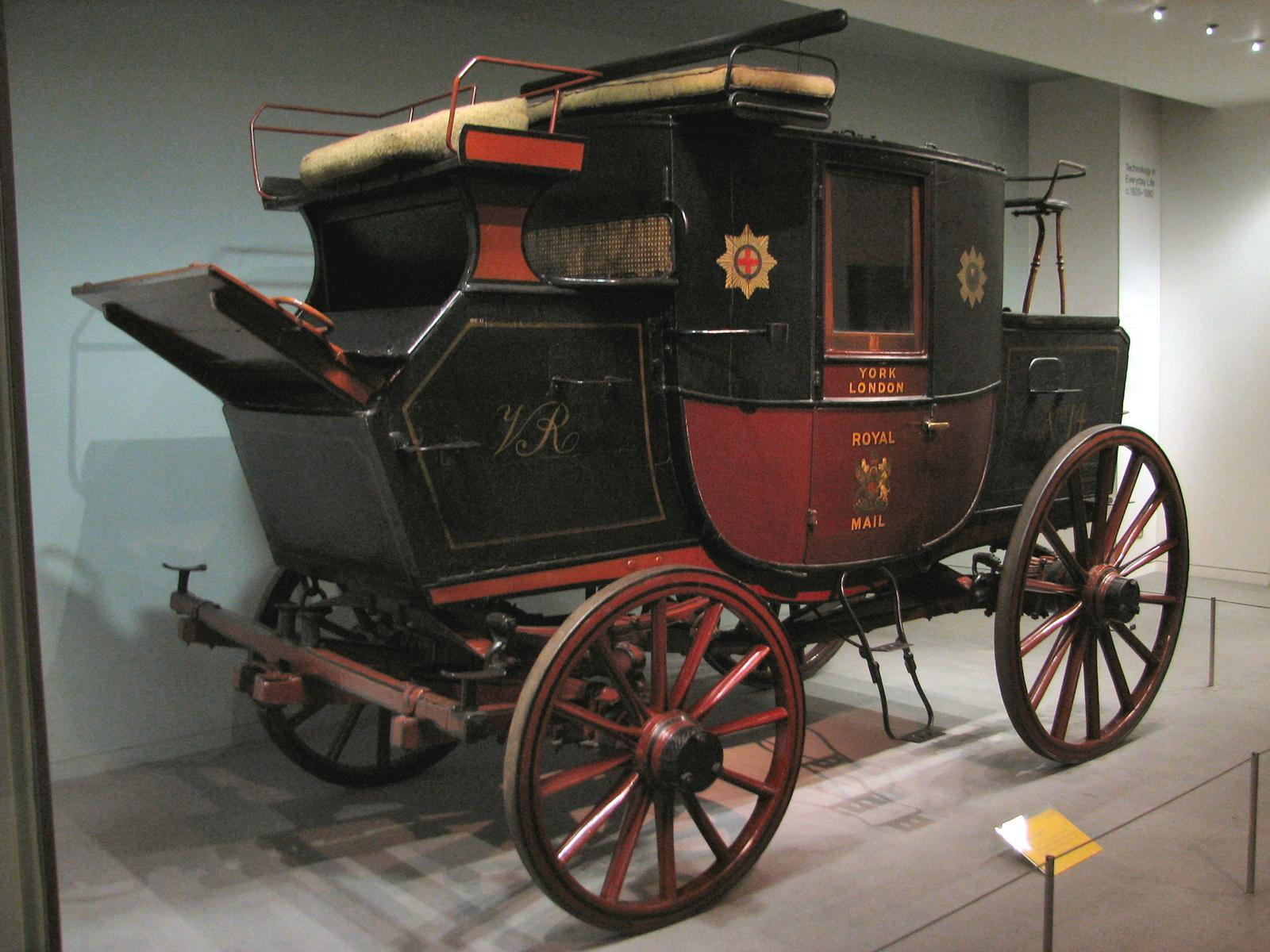
Carrozza postale simile a quella usata da Elizabeth e Maria

La ricostruzione storica e la vita sociale furono ricostruite con molta precisione al fine di ricreare lo spirito dell'epoca. Per gli arazzi e la tappezzeria di Pemberley e Longbourn si usarono dei colori molto chiari. Colori più accesi si osservano invece nelle residenze dei Lucas o di Lady Catherine, a sottolineare l'ostentazione dei padroni di casa. Anche i pianoforti che arredano le abitazioni ebbero diverse dimensioni a seconda della ricchezza del proprietario.
Particolare attenzione fu riservata alle scene dei pasti, intorno ai quali ruotava la vita sociale ai tempi dell'Inghilterra georgiana. Secondo le usanze del tempo, ad esempio, le diverse portate furono disposte insieme sulla tavola. La cena che segue il ballo a Netherfield è particolarmente sontuosa per sottolineare la differenza economica fra i Bingley e i loro ospiti. Questa scena, lunga sei minuti e mezzo, fu girata sei settimane dopo quella del ballo.
Le attività dei personaggi furono pensate per essere, oltre che adeguate al carattere, anche storicamente plausibili. La Signora Bennet e Jane ricamano, Elizabeth fa lunghe passeggiate, legge e ricama, Mary si esercita al pianoforte e legge, Kitty adorna il cappello con un nastro, gioca a croquet con Lydia o al kendama, Lydia ride, danza e civetta con gli uomini, i Bingley giocano a carte e Darcy legge, scrive lettere o gioca a biliardo.
Le differenze di rango tra i personaggi furono rappresentate anche attraverso i veicoli e i cavalli adibiti al loro trasporto. I cavalli furono scelti in funzione dei cavalieri, i veicoli in funzione dei proprietari: la carrozza di Lady Catherine con i suoi cocchieri è la più lussuosa, il Signor Collins ha una cabriolet (vettura a due ruote trainata da un solo cavallo), i Gardiner viaggiano con un landò, Darcy a volte utilizza una vettura leggera, a volte una berlina trainata da quattro cavalli con il mantello castano-biondo, Elizabeth e Maria Lucas, di ritorno da Rosings, viaggiano su una carrozza di posta, infine, le due coppie di sposi sono accompagnate da due eleganti calessi.